# Heliodoro Guillén Pedemonti
Heliodoro Guillén Pedemonti (Alicante, 12 de noviembre de 1863 - Alicante, 25 de marzo de 1940) fue un pintor español, correspondiente de la Real Academia de Bellas Artes de San Fernando, Caballero de la Orden de Isabel la Católica y presidente del Círculo de Bellas Artes de Alicante.
Pintor de grandes superficies aunque prefiere pintar al aire libre pequeños lienzos de paisajes marítimos y rincones de su tierra que trata con una gran luminosidad y originalidad no ciñéndose como otros pintores de su época a los encargos, entonces tan en boga, de cuadros de género y de historia.

## Biografía
Nació en la ciudad de Alicante en 1863, hijo de Ramón Guillén y Antonia Pedemonti.
Inició sus estudios con el  arqueólogo Aureliano Ibarra y Manzoni. Más tarde se desplazó a Madrid para ser alumno del pintor Casto Plasencia Maestro en Madrid iniciándose en la pintura social. 
En 1891 viaja a Roma a continuar con sus estudios artísticos. 
Vuelve a su ciudad natal donde es nombrado Profesor de Dibujo del Instituto Nacional de Enseñanza Media y desde allí envía sus obras a las exposiciones de Barcelona, Madrid y Extranjero.
Casa con Josefa Tato Ortega con quien tuvo tres hijos: Ramón (1894), Julio Fernando (1897) y María Teresa (1906).
En 1890 exhibe el cuadro El naufrago que regaló al Casino de Alicante ─hoy desaparecido─ donde decoró el Salón Imperio junto a importantes pintores alicantinos.
En 1892 gana la Tercera Medalla en la Exposición Nacional de Bellas Artes con La última borrasca.
En 1899 recibe Condecoración en la Exposición Nacional de Bellas Artes de 1899 con la obra Sólos.
Su obra pictórica denota una clara influencia estética del pintor Mariano Fortuny. Condiscípulos durante la época que residieron en Roma, en 1918 entabló amistad con Joaquín Sorolla Bastida acompañándole a Elche cuando se desplazó a Alicante para pintar el cuadro El palmeral, relación que influyó en su obra.
En 1918 junto a sus amigos Vicente Bañuls y Joaquín Sorolla intentaron crear, sin éxito, un Museo Provincial de Bellas Artes en la ciudad de Alicante.
Participa en Les Fogueres de San Chuan de la plaza de Ruperto Chapí de Alicante, recibiendo en las de 1928 y 1931 el tercer premio, y en la de 1930 el primer premio.
Fallece en Alicante en 1940.
En 1942, su ciudad natal le rindió un homenaje póstumo con la exposición de la mayor parte de sus obras.

## Obras
Hay obras suyas en el Museo de Arte Moderno de Madrid, Museo del Prado, Museo Provincial y Ayuntamiento de Alicante; colecciones particulares españolas y extranjeras, sobre todo de Alemania, donde gozó de gran éxito.
Algunas obras:
- "La última borrasca",[7] propiedad del Museo del Prado",[8] la cual se encuentra actualmente cedida para ser expuesta en la colección permanente en el MUBAG - Museo de Bellas Artes Gravina de Alicante.[9]
- "¡Sólos!"[10] perteneciente a Diputación Provincial de Alicante, está expuesto en el MUBAG - Museo de Bellas Artes Gravina de Alicante.
- "Vista del puerto de Alicante"
- "El náufrago"
- "Marina de Campello"
- "Niña con cesta de ropa"[11]
- "Guadalest"
- "Algarrobo"
- "Carrascas"
- "Varadero"